# 福岡県道240号下深野犀川線
福岡県道240号下深野犀川線（ふくおかけんどう240ごう しもふかのさいがわせん）は、福岡県築上郡築上町から京都郡みやこ町に至る一般県道である。

## 概要
築上郡築上町大字下深野から京都郡みやこ町犀川本庄に至る。
築上郡築上町大字下深野 - 京都郡みやこ町境付近は京築広域農道の整備により、道幅が以前より拡幅されつつある。京都郡みやこ町光冨で国道496号と交わり、光冨までは片側1車線の道路である。ゴルフ場（京都カントリー倶楽部）を過ぎたあたりから犀川久富までの約1 kmは道幅が狭くなり、離合にも難が生じる区間となる。犀川久富から終点の犀川本庄までは片側1車線の道路となる。

### 路線データ
- 起点：福岡県築上郡築上町大字下深野（深野交差点、福岡県道237号寒田下別府線交点、京築広域農道上）
- 終点：福岡県京都郡みやこ町犀川本庄（下本庄交差点、福岡県道204号田川犀川線終点、福岡県道239号木井馬場犀川停車場線交点、京築広域農道上）

## 路線状況

### 重複区間
- 京築広域農道（築上郡築上町大字下深野・深野交差点（起点） - 京都郡みやこ町節丸）
- 京築広域農道（京都郡みやこ町犀川本庄）

### 道路施設

#### 橋梁
- 光富橋（祓川、京都郡みやこ町）

## 地理

### 通過する自治体
- 築上郡築上町
- 京都郡みやこ町

### 交差する道路
| 交差する道路                                                                        | 市町村名 | 市町村名 | 交差する場所 | 交差する場所        |
| ----------------------------------------------------------------------------------- | -------- | -------- | ------------ | ------------------- |
| 福岡県道237号寒田下別府線 京築広域農道 / 京築アグリライン 重複区間起点              | 築上郡   | 築上町   | 大字下深野   | 深野交差点 / 起点   |
| 京築広域農道 / 京築アグリライン 重複区間終点                                        | 京都郡   | みやこ町 | 節丸         |                     |
| 福岡県道243号節丸新田原停車場線                                                     | 京都郡   | みやこ町 | 光冨         |                     |
| 国道496号                                                                           | 京都郡   | みやこ町 | 光冨         | 光富橋交差点        |
| 福岡県道242号大久保犀川線 京築広域農道 重複区間起点                                 | 京都郡   | みやこ町 | 犀川本庄     |                     |
| 福岡県道204号田川犀川線 福岡県道239号木井馬場犀川停車場線 京築広域農道 重複区間終点 | 京都郡   | みやこ町 | 犀川本庄     | 下本庄交差点 / 終点 |

### 沿線
- みやこ町立節丸小学校
- 平成筑豊鉄道伊田線 犀川駅（終点付近）